# Фет (коммуна)
Фет (норв. Fet) — коммуна в губернии (фюльке) Акерсхус в историческом регионе Норвегии — Ромерике. Административный центр коммуны — деревня Фетсунн (норв. Fetsund). С 2005 года главой администрации коммуны является Лисбет Лофтхус Габриэльсен (Lisbet Lofthus Gabrielsen) от Норвежской рабочей партии.

## История

### Название
Начальное название коммуны — Fit впервые упоминается в 1321 году и происходит из древнеисландского языка, где оно обозначает «луг на берегу озера».
С 1 января 1838 года Фет имеет статус норвежской коммуны. А 1 июля 1929 года часть коммуны Фет была преобразована в новую коммуну — Релинген (норв. Rælingen).

### Герб
Новый герб коммуны был утверждён 19 декабря 1986 года — на зелёном фоне стилизованный серебряный багор, используемый для сплавки леса, так как в окрестностях Фета издавна сплавлялся лес, в процессе чего использовались подобные багры. Цвета — зелёный и серебряный — символизируют луг и озеро, так как название муниципалитета означает «луг на берегу озера». Схожие гербы, с изображением таких же багров, можно увидеть и у других коммун и городов Норвегии.

## География

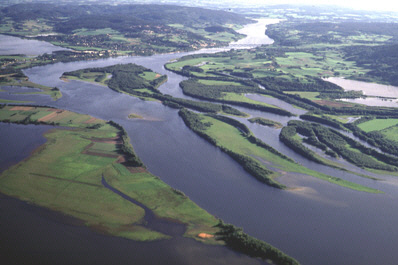
Дельта Гломмы

Фет расположен на восточном берегу озера Эйерен (норв. Øyeren). На территории коммуны находится место, где река Гломма — самая длинная река Норвегии (604 км), впадает в Эйерен. Образованная в этом месте дельта считается самой большой внутренней дельтой в Европе. Дельта простирается до противоположного берега озера в его узком месте. Вплоть до 1985 года по Гломме до этого места сплавляли лес, который дальше транспортировали по железной дороге. В наше время сохранилось много сооружений лесозаготовительной промышленности, часть из них являются в настоящее время музеями и культурными центрами.

## Статистика
По данным норвежских властей, по количеству жителей (9485 человек) Фет занимает 108 место среди муниципалитетов страны, по размеру — 347 место. За период с 1997 года по 2007 год население коммуны выросло на 10,5 %. Общая площадь коммуны — 176 км², однако на сушу приходится всего 137 км², так что реальная плотность населения около 70 человек/км².